# Arthur Bloch
Arthur Bloch (1º gennaio 1948) è un umorista e scrittore statunitense, autore di libri riguardanti la nota legge di Murphy.

## Biografia
Dal 1986 è il produttore e direttore della serie televisiva Thinking Allowed PBS. 

## Opera
Il primo libro di Bloch sulla fortunata serie è La legge di Murphy del 1988, la cui traduzione italiana è di Luigi Spagnol, pubblicato da Longanesi. Nel 1989 venne pubblicato Il secondo libro di Murphy seguito l'anno successivo da Il terzo libro di Murphy. Altre pessime ragioni per cui il mondo va comunque avanti!. Dal 1993 al 1998 (ad esclusione del 1995) Bloch pubblica la serie di agende di Murphy (il cui titolo è L'agenda di Murphy seguita dall'anno successivo alla stampa del libro). La legge di Murphy per la collana SuperPocket viene pubblicato nel 1997. Nel 1999 esce L'agenda di Murphy del 2000, illustrata da Niccolò Barbiero.
Per Arnoldo Mondadori Editore esce nel 2000 Il piccolo libro delle leggi di Murphy. Nel frattempo la Longanesi continua a stampare le agende illustrate (l'ultima nel 2014). Nel 2002 viene pubblicato La legge di Murphy per la sinistra e nel 2003 Il libro che vi cambierà la vita (se ci credete...), la cui traduzione è affidata a Riccardo Cravero. Sempre di Cravero è la traduzione di Buon compleanno, Murphy! (2005).

## Opere
- La legge di Murphy e altri motivi per cui le cose vanno a rovescio, Milano, Longanesi, 1988. ISBN 88-304-0803-4.
- Il secondo libro di Murphy. Nuovi motivi per cui le cose vanno storte!, Milano, Longanesi, 1989. ISBN 88-304-0862-X.
- Il terzo libro di Murphy. Altre pessime ragioni per cui il mondo va comunque avanti!, Milano, Longanesi, 1990. ISBN 88-304-0966-9.
- L'agenda di Murphy 1995. Per ricordarci ogni giorno che le cose vanno bene in modo da andar male, Milano, Longanesi, 1994. ISBN 88-304-1254-6.
- La legge di Murphy del 2000 e altre cose che possono andar male nel nuovo millennio, Milano, Longanesi, 1999. ISBN 88-304-1692-4.
- L'agenda di Murphy 2000, Milano, Longanesi, 1999. ISBN 88-304-1717-3.
- Il piccolo libro delle leggi di Murphy, Milano, Mondadori, 2000. ISBN 88-04-48370-9.
- La legge di Murphy per la sinistra, a cura di e con Luigi Spagnol, Milano, Longanesi, 2002. ISBN 88-304-2003-4.
- Il libro che vi cambierà la vita. Se ci credete..., Milano, Longanesi, 2003. ISBN 88-304-2082-4.
- Buon compleanno, Murphy!, Milano, Longanesi, 2005. ISBN 88-304-2235-5.